# Нотинг (епископ Констанца)
Нотинг Констанцский (нем. Noting von Konstanz, † 934) — епископ Констанца, занимавший кафедру в период с 919/920 года вплоть до своей смерти в августе 934 года.
Письменно впервые упомянутый 7 ноября 921 года, Нотинг, с большой долей вероятности, происходил из неизвестного по имени знатного алеманско-франкского рода, другими представителями которого в IX—X веках были епископы Нотинг Верчелльский, Нотинг Веронский и Брешианский, Нотинг Новарский и неизвестный аббат Нотинг; при этом Нотинг Верчелльский вместе с Эрлафридом (возможно, его отцом) считается основателем аббатства Хирзау (820—830-е годы) в северном Шварцвальде, и, следуя монастырскому преданию, относится к предкам графов Кальва.
Согласно Вайнгартенским анналам, в год смерти Соломона III (920) Нотинг был избран епископом (элект) Констанца, и в следующем 921 году посвящён в сан. Он фактически сразу занял важное место в административной структуре франкского государства, и уже в ноябре 921 года заверял заключённый в Бонне дружественный договор между Генрихом I Птицеловом и Карлом III Простоватым. 6 января 924 года он, наряду с епископом Кура Вальдо, принял участие и в созванном швабским герцогом Бурхардом II гофтаге в Цюрихе.
В 926 году зафиксировано его участие в рейхстаге в Вормсе, и в 932 году — в церковном синоде в Эрфурте.
В качестве епископа Нотинг смог в 926 году организовать успешную оборону Констанца от набега венгров. Не менее важным событием было объявление об обретении мощей апостола Марка в аббатстве Райхенау в 930 году, и предписание ежегодно праздновать в епархии день св. Марка 25 апреля.
Скончавшийся 12 августа 934 года в своей констанцской резиденции, Нотинг, в присутствии Ульриха Аугсбургского, был похоронен в соборе Девы Марии.